# Edward P. Little
Edward Preble Little (* 7. November 1791 in Marshfield, Plymouth County, Massachusetts; † 6. Februar 1875 in Lynn, Massachusetts) war ein US-amerikanischer Politiker. In den Jahren 1852 und 1853 vertrat er den Bundesstaat Massachusetts im US-Repräsentantenhaus.

## Leben
Edward Little besuchte die öffentlichen Schulen seiner Heimat. Als Kind fuhr er auch mit seinem Vater auf der Fregatte „Boston“ zur See. Danach arbeitete er in der Landwirtschaft. Später begann er als Mitglied der Demokratischen Partei eine politische Laufbahn. Zwischen 1829 und 1834 sowie nochmals von 1835 bis 1838 war er Abgeordneter im Repräsentantenhaus von Massachusetts.
Nach dem Tod des Abgeordneten Orin Fowler wurde Little bei der fälligen Nachwahl für den neunten Sitz von Massachusetts als dessen Nachfolger in das US-Repräsentantenhaus in Washington, D.C. gewählt, wo er am 13. Dezember 1852 sein neues Mandat antrat. Da er bei den regulären Wahlen im Jahr 1852 nicht mehr kandidierte, konnte er bis zum 3. März 1853 nur die laufende Legislaturperiode im Kongress beenden. Zwischen 1853 und 1857 leitete Little die Zollbehörde im Hafen von Plymouth. Danach betätigte er sich wieder in der Landwirtschaft. Er starb am 6. Februar 1875 in Lynn.